# 孟名世
孟名世（？—？），號翼野，湖廣荆州府江陵县人，明朝政治人物、進士出身。

## 生平
万历四十三年（1615年）乙卯科湖广乡试举人，天启五年（1625年），登乙丑科進士，令江浦、泰興二縣，愛民如子，暇則有諸士課藝。歸里日，布衾圖書，与为諸生時無異也，荆士咸稱为篤行孟先生。